# Карпінето-Романо
Карпінето-Романо (італ. Carpineto Romano) — муніципалітет в Італії, у регіоні Лаціо,  метрополійне місто Рим-Столиця.
Карпінето-Романо розташоване на відстані близько 60 км на південний схід від Рима.
Населення — 4570 осіб (2014).
Щорічний фестиваль відбувається 28 серпня. Покровитель — Аврелій Августин.

## Демографія
Населення за роками:

Станом на 1 січня 2023 року в муніципалітеті офіційно проживав 151 іноземець з 19 країн, серед них 102 громадяни країн Євросоюзу та 2 громадяни України.

## Історія

### Стародавній вік
Ще до часів заснування Риму території сучасного Карпінето-Романо заселяв один із стародавніх народів Апеннінського півострова вольски, що оселилися між пагорбами Альбан і горами Аурунчі.

### Середньовіччя
Сьогоднішній населений центр бере свій початок у ранньому середньовіччі. Перші письмові згадки про Карпінето датуються 1077 роком, коли латеранські канони орендували володіння Карпінето могутній родині Де Чеккано. Останні по черзі в 1299 р. у Каетані, сім'ї папи Ананьін Боніфація VIII.
Інші родини знаті Лаціо володіли вотчиною Карпінето, поки наприкінці 16 століття її не придбав кардинал П'єтро Альдобрандіні, племінник Папи Климента VIII. Донна Олімпія Альдобрандіні, сестра кардинала П'єтро, зробила його своєю «прекрасною державою », об'єднавши території сусідніх муніципалітетів Монтеланіко, Горга, Гавіньяно і Маенца.
Протягом цього періоду Карпінето став герцогством і переживав період найбільшого художнього та культурного розквіту, з такими митцями, як Караваджо, які зробили внесок у прикрашання міста Лепіне церквами та цінними творами, такими як Сан-Франческо в медитації, протягом століть зберігався в ризниці с. Церква св. апостола Петра.
У шістнадцятому столітті гілка сім'ї Сієн Печчі, яка могла похвалитися різними церковними особами, купцями та знатними особами, оселилася в Карпінето в замку, що належав родині де Чеккано, розширюючи його протягом століть і в якому народиться майбутній Лев XIII. .
Карпінето Романо в 1878 році
На початку дев'ятнадцятого століття він зустрів наступ наполеонівських військ і разом з рештою Лаціо увійшов до складу Першої Французької імперії. У той час народився Джоаккіно Печчі, якому через кілька десятиліть судилося стати Папою Левом XIII. Під час наполеонівської навали і в наступні роки Карпінето побачив народження сумного явища бандитизму. Сходження на папський престол Лева XIII змінило обличчя Лепінського міста, яке отримало новий мистецький розквіт і збагатилося церквами, статуями та громадськими фонтанами.

### Сучасна епоха
Під час Другої світової війни Карпінето-Романо піддався великій кількості бомбардувань із сторони авіації держав Антигітлерівської коаліції, а після зайняття міста французькими військами, то у місті відбулася велика кількість актів насилля із сторони французьких солдат марокканського походження, що відбувалися протягом операція «Діадема».

## Відомі мешканці
Папа Римський Лев XIII
Джузеппе Печчі

## Сусідні муніципалітети

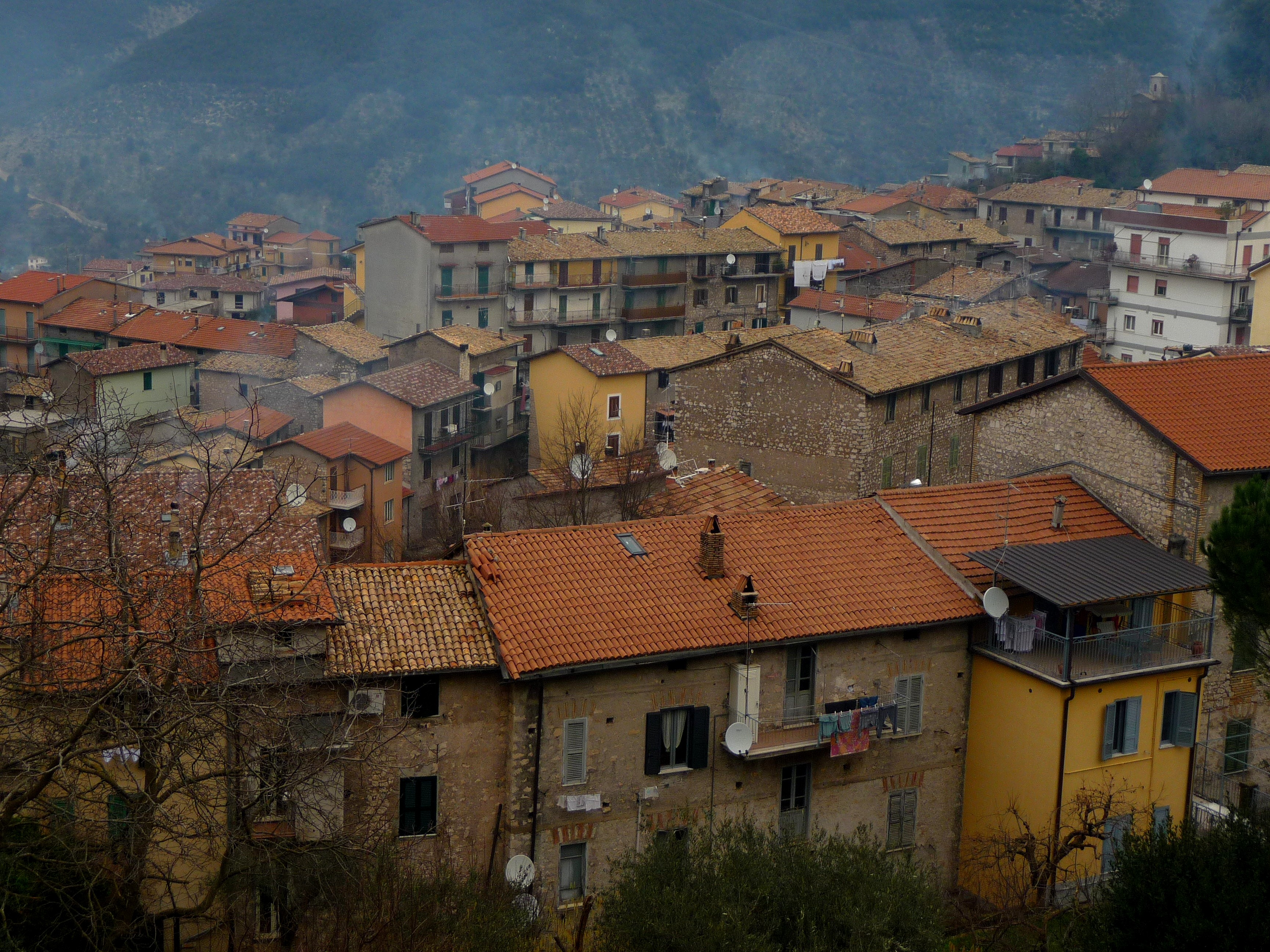
Панорамний вид на Карпінето Романо

- Бассіано
- Горга
- Панорамний вид на Карпінето РоманоМаенца
- Монтеланіко
- Норма
- Роккагорга
- Сецце
- Супіно

## Див. також

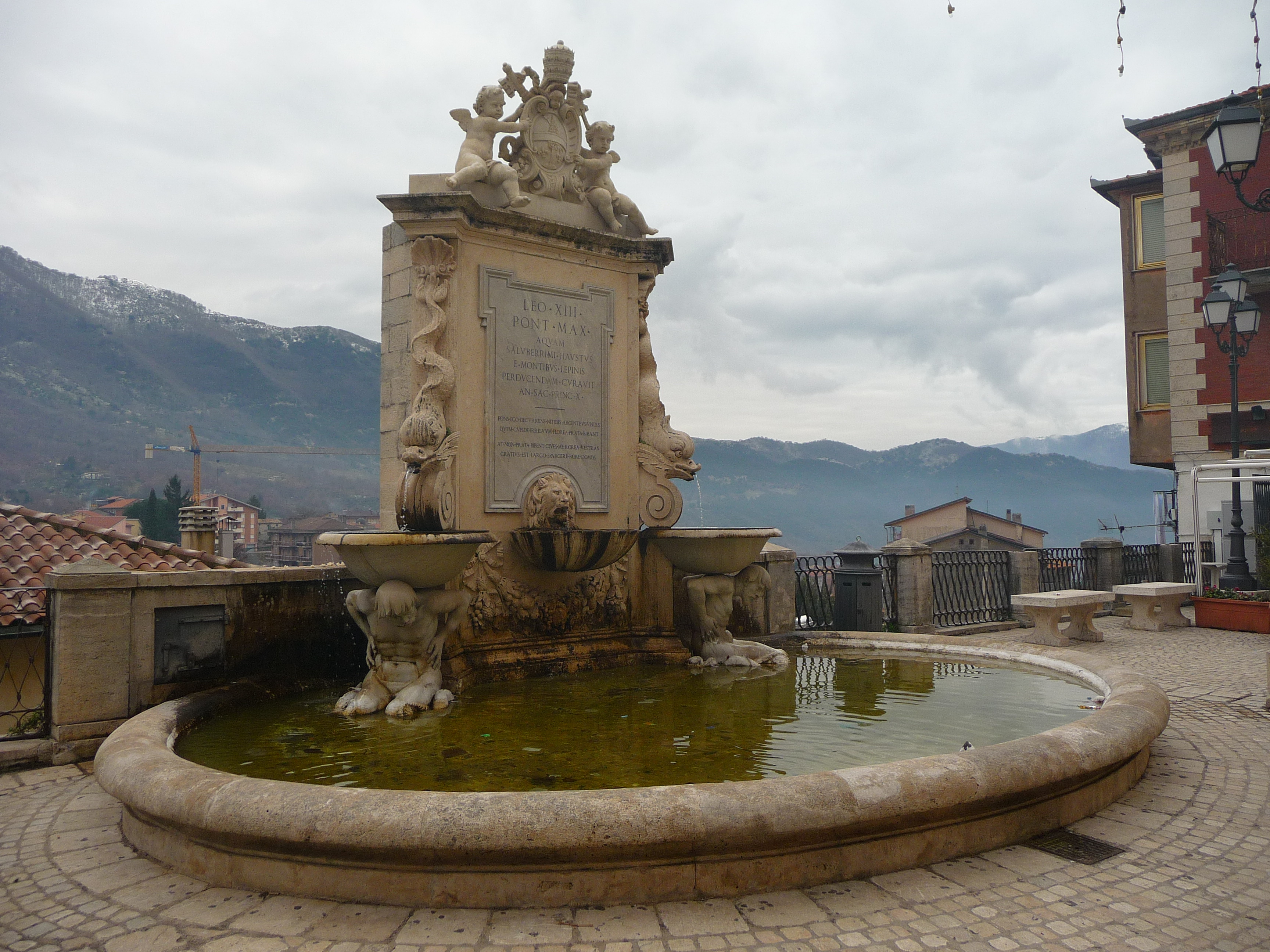
Фонтан Тріпісчано